# حشيشة المبارك الزاحفة
حشيشة المبارك الزاحفة (الاسم العلمي:Geum reptans) هي نوع من النباتات تتبع جنس حشيشة المبارك من الفصيلة الوردية.